# Herrnhausen (Eurasburg)
Herrnhausen ist eine ehemalige Gemeinde im oberbayerischen Landkreis Bad Tölz-Wolfratshausen, die im Zuge der Gebietsreform 1978 nach Eurasburg eingemeindet wurde.

## Lage
Herrnhausen lag auf der rechten Seite der Loisach zwischen Beuerberg und Eurasburg. Es ist kein geschlossener Ort, sondern erstreckte sich drei Kilometer über die größeren Teile Bruggen (Anglberg), Ober-, Unterherrnhausen und Baierlach sowie die vereinzelt liegenden Höfe in Adelsreuth, Waltersteig, Haag, Babenstuben, Blöcken, Hofstätt und Sterz.

## Geschichte
Am 1. Mai 1978 wurden die bis dahin selbständigen Gemeinden Herrnhausen und Beuerberg in die Gemeinde Eurasburg eingegliedert.

### Einwohnerentwicklung
- 1905:  286 Einwohner.[2]
- 1933:  288 Einwohner.[2]
- 1939:  286 Einwohner.[2]
- 1950:  453 Einwohner.[2]
- 1961:  381 Einwohner.[3]

## Kirche

Chorbogen mit Gedenktafel

St. Vitus von Oberherrnhausen ist eine gotische Kirche und wurde schon 1116 urkundlich erwähnt und ist damit älter als das Kloster Beuerberg.
Auf der rechten Seite des Chorbogens befindet sich eine Gedenktafel für den Erzbischof Bonifaz Kaspar von Urban, der aus dem
benachbarten Backlhof stammte.
Alljährlich findet am 6. November ein Leonhardiritt um die Kirche statt.

## Vereine
- Blaskapelle Eurasburg
- Burschenverein Beuerberg-Herrnhausen
- Burschenverein Eurasburg e.V.
- Freiwillige Feuerwehr Eurasburg
- Freiwillige Feuerwehr Herrnhausen
- Gebirgsschützenkompanie Beuerberg-Herrnhausen
- Musikkapelle Beuerberg e.V.
- Trommlerzug Eurasburg
- Veteranen- und Reservistenverein Beuerberg-Herrnhausen
- Integrativer Reit- und Fahrverein Loisachtal e.V.

## Persönlichkeiten
- Bonifaz Kaspar von Urban (1773–1858), Erzbischof von Bamberg